# (8186) 1992 WP3
1992 دابليو بي 3 (ويعرف أيضًا باسم (8186) 1992 دابليو بي 3 وفق تسمية الكوكب الصغير) (بالإنجليزية: 1992 WP3)‏ هو كويكب ضمن حزام الكويكبات؛ وترتيبه 8186 من حيث الاكتشاف.
اكتُشف هذا الجُرم الفلكي بواسطة Atsushi Sugie ‏ في 17 نوفمبر 1992.

## وصلات خارجية
- (8186) 1992 WP3 في قاعدة بيانات مختبر الدفع النفاث لأجرام النظام الشمسي الصغيرة

- الاكتشاف · مخطط المدار ·  العناصر المدارية · المعلمات المادية

- (8186) 1992 WP3 على موقع ويكي سكاي: DSS2, SDSS, GALEX, IRAS, Hydrogen α, X-Ray, Astrophoto, Sky Map, Articles and images